# Дом культуры имени Русакова
Дом культу́ры и́мени И. В. Русако́ва (изначально — Клуб Русако́ва Сою́за Коммуна́льников) — здание рабочего клуба на пересечении улиц Стромынка и Бабаевская в Москве. Было построено в 1929 году для работников Союза коммунальников по проекту архитектора Константина Мельникова. Является объектом культурного наследия России и входит в перечень Всемирного фонда памятников архитектуры. С 1996 по 2024 год в здании располагался Театр Романа Виктюка. Ныне — Театр — Сцена «Мельников».

## История

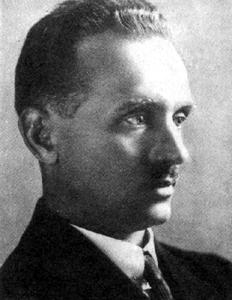
Архитектор Константин Мельников, 1920-е годы

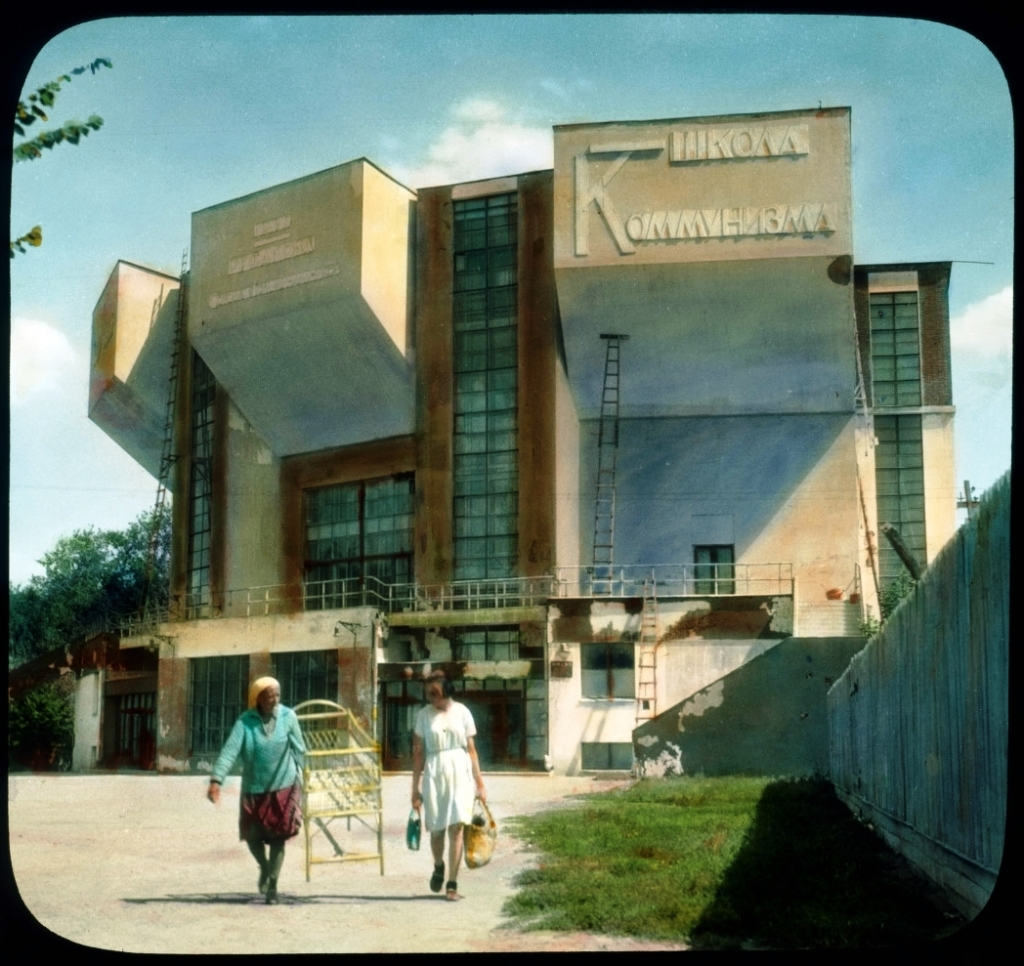
Дом культуры в 1931 году

### Потребность в домах культуры
В раннесоветский период клубы стали частью новой государственной программы, направленной на образование индустриальных рабочих, а в 1920—1930-е годы заняли важное место в градостроительной системе новых социалистических городов. На Петроградской общегородской конференции рабочих клубов в 1920 году определили главные общественные функции домов культуры (ДК): учреждения должны были способствовать развитию драматических кружков, музыкального воспитания масс, изобразительного искусства и музейного дела, физического воспитания и спорта.
Изначально клубы занимали пустующие помещения — особняки, церкви или другие здания, утратившие свою функцию после революции. В 1926 году президиум Московского городского совета профсоюзов принял постановление об обязательном отчислении 10 % культурного фонда для строительства клубов и дворцов культуры в рабочих центрах и новых районах города. Архитекторы начали массово получать заказы от профсоюзов на разработку зданий. Некоторые профсоюзы издавали сборники типовых проектов клубов, однако они не давали чёткого представления о принципах проектирования в каждом конкретном случае — окончательное решение по планировке здания и его внешнему облику оставалось за архитектором.
На 1927 год промышленные профсоюзы Москвы и Московской области профинансировали тридцать новых клубов, девять из которых предполагалось возвести в столице. По причине сжатых сроков строительства профсоюзы не устраивали открытых конкурсов, а чаще отдавали заказы архитекторам напрямую. Автор павильонов «Махорка» на ВСХВ и павильона СССР на Международной выставке 1925 года в Париже Константин Мельников, успевший заработать репутацию новатора, осуществил проекты шести московских клубов: ДК имени Русакова и Фрунзе, клуб Дулёвского фарфорового завода, «Свобода», «Каучук», «Буревестник».
Заказ на клуб поступил от Союза коммунальников для рабочих расположенного рядом Сокольнического трамвайного парка и вагоноремонтных мастерских. Дом культуры получил имя революционера и одного из руководителей Сокольнической организации большевистской партии Ивана Русакова, в честь которого названы трамвайное депо, улица и набережная в Москве.

### Строительство и особенности

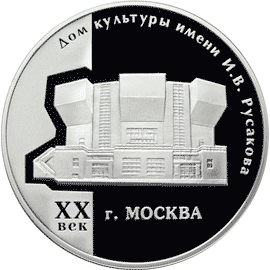
Реверс трёхрублёвой монеты Банка России серии «Памятники архитектуры России» с изображением ДК имени Русакова, 2005 год

Здание расположено на небольшом участке и имеет форму сектора — в продолжение зрительного зала, занимающего 70 % общей площади помещения. Эта постройка Константина Мельникова — первое в мире сооружение, где балконы амфитеатра вынесены наружу и размещаются в характерных выступах на фасаде. По задумке Мельникова, здание должно было служить для массовой культурной работы — спорта, театра и лекций и поощрять самоорганизацию. В целях увеличения сценариев использования помещения архитектор разработал проект движущихся перегородок. По проекту три балкона могли отделяться от главного зала вертикальными ширмами, образуя отдельные аудитории на 180 человек. Таким образом вместимость зала варьировалась от 250 до 1500 посетителей. Для реализации идеи потребовалась помощь специалистов-механиков, поскольку рядовые инженеры не имели опыта строительства спускных затворов для стен и консолей со значительным выносом. В 1920-е годы для выполнения подобных задач требовалась технологическая инновация. Конструкцию движущихся перегородок разработал Н. И. Губин. Из-за большого количества сложных инженерных решений архитектор не сразу смог согласовать проект в Моссовете.
Пробовали не утверждать проект клуба имени Русакова. Вспыхнув гневом, мои парни Макаров и Васильев забрали отверженный проект и меня, пришли в Моссовет к товарищу Волкову. Тот срочно вызвал к себе начальника Губинжа — Петра Маматова, и здесь же, не присаживаясь, он с дрожью завизировал чертежи строительства, которого еще никогда и нигде не строили.Константин Мельников
В трёх верхних залах движущиеся стены имели следующую конструкцию: на высоте, несколько превышающей рост человека, стена была разделена пополам. Верхняя, бо́льшая её часть, при помощи электромотора, размещённого на стене зала, поднималась вверх, описывая полукруг. Одновременно с этим нижняя часть стены, соединённая с верхней системой стальных тросов, опускалась вниз. Обе части стены были уравновешены, при этом вес каждой из них составлял около 4 тонн. В двух нижних залах «живая стена» весом около 3 тонн представляла собой цельную раму, опускающуюся вниз при помощи двух вращающихся винтов, приводимых в движение одним электромотором.
Средний ярус зрительного зала имел плоский пол и мог трансформироваться в пространства для кружковой работы — отдельных помещений для этого Константин Мельников не проектировал. Первый этаж был отведён для служебных помещений. В здании также находились библиотека, кружковые помещения и спортивный зал, который позднее переделали в фойе. Вход в здание осуществлялся снизу, а для выхода можно было использовать наружный балкон с двумя пристроенными к нему лестницами. Таким образом архитектор удовлетворял условиям пожарных норм и экономил на пространстве для эвакуационных выходов.
Этот клуб — признанный шедевр и входит во все международные перечни лучших построек XX века. Здание выстроено почти полностью в соответствии с авторским замыслом, тогда как иные проекты клубов Мельникова были сильно изменены в ходе реализации, сам архитектор считал это здание наиболее значительным профессиональным достижением.Историки архитектуры Николай и Елена Овсянниковы
Согласно проекту оконные переплёты должны были быть изготовлены из металла, но материала не хватило и их сделали деревянными. Такие рамы обладали низкой несущей способностью, вследствие чего были заложены кирпичами вскоре после начала эксплуатации здания.
Архитектура клуба спровоцировала дебаты среди современников. Проект критиковали из-за неудачного положения бельэтажа, с которого искажалась видимость сцены. Другим недостатком проекта было то, что железобетонные балки, поддерживающие углублённые части партера, глушили звук и ухудшали слышимость на балконах. Отмечалось также несоответствие функций здания — зрительный зал занимал практически всё помещение, оставляя недостаточно места для кружков, а спортзал в финальном варианте отсутствовал. В 1932 году, когда официальным методом в архитектуре СССР был признан социалистический реализм, здание объявили примером формализма в архитектуре. После 1936-го Константин Мельников перестал получать крупные заказы на строительство и фактически был отлучён от профессии.

### Использование и реставрация

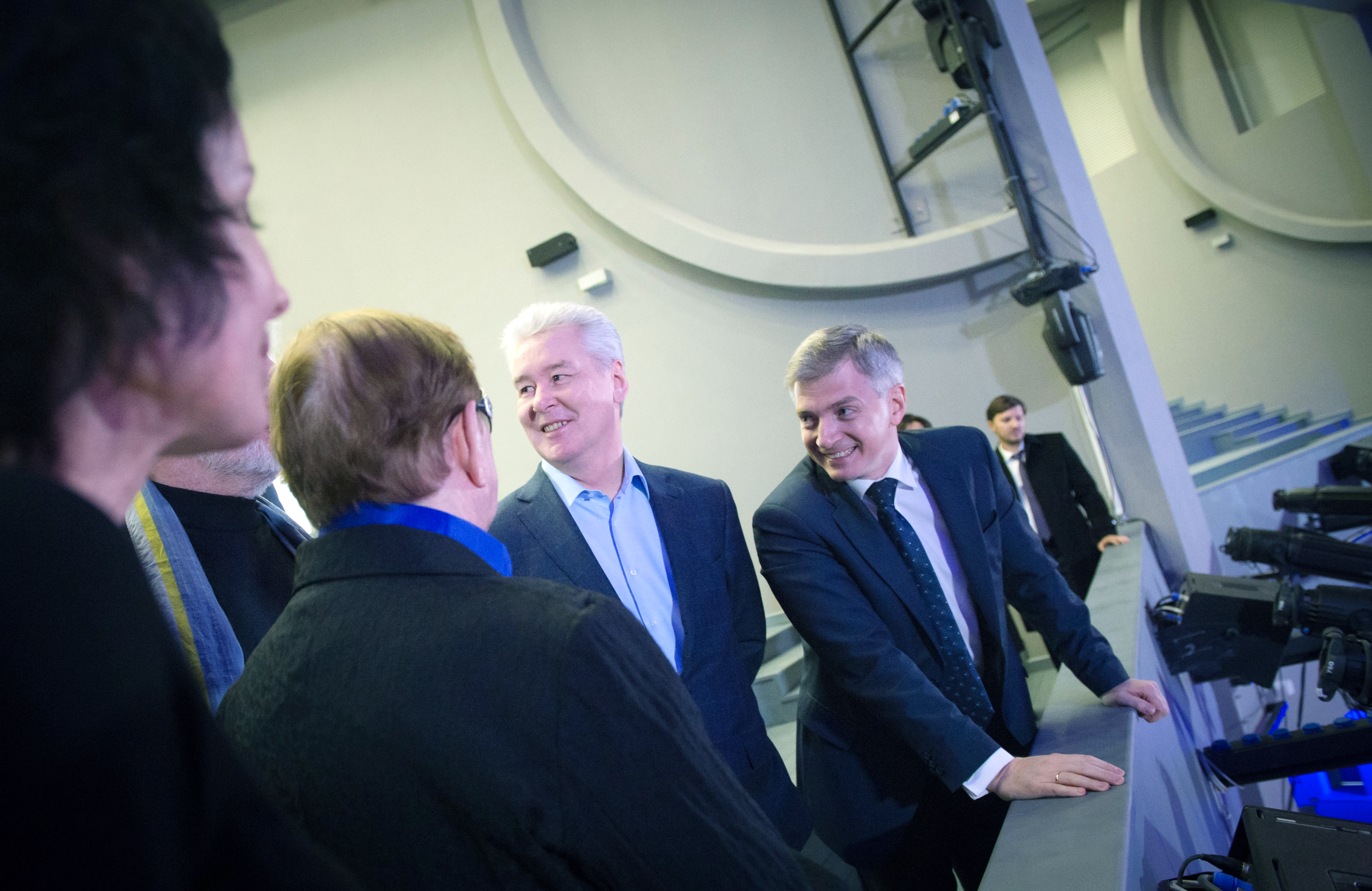
Мэр Москвы Сергей Собянин открывает Дом культуры имени Русакова после реставрации, 2015 год

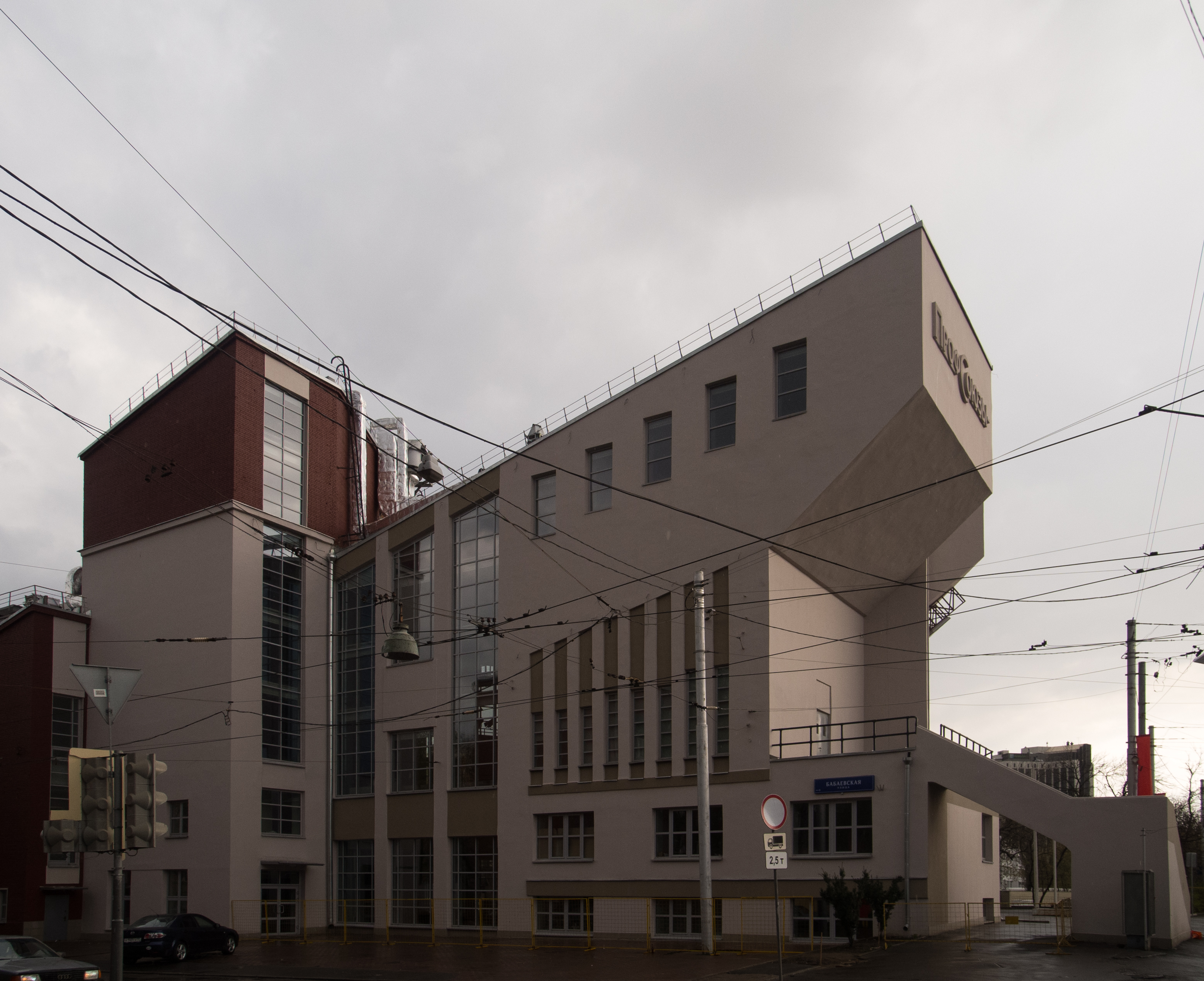
Восстановленные в ходе реставрации окна, 2015 год

После Великой Отечественной войны систему мобильных ширм демонтировали. В 1970-е годы фойе клуба облицевали мрамором. В 1987-м здание признали памятником советской архитектуры. 31 марта 1990 года в ДК прошёл первый съезд партии ЛДПР. В клубе долгое время работали бесплатные кружки и детский театр. В 1996 году помещение было передано в аренду Театру Романа Виктюка при условии, что организация проведёт реставрацию памятника за свой счёт. Однако это условие осталось невыполненным, а часть здания сдали в аренду ресторану «Бакинский дворик».
Вскоре клуб был включён в список особо ценных объектов Всемирного фонда памятников архитектуры и получил от него грант в размере 20 тысяч долларов. На эти средства сделали ремонт кровли и отопительной системы здания, начали реставрацию оконных блоков. Однако на полноценное восстановление памятника суммы гранта не хватило. Следующая реставрация началась в 2008 году по инициативе правительства Москвы, но выделенных денег снова оказалось недостаточно для завершения работ.
В 2012 году Департамент культуры Москвы объявил конкурс на проведение ремонтно-реставрационных работ здания, которое к тому времени находилось в аварийном состоянии. Заказ получила архитектурно-строительная компания «Доминанте». Подрядчиком выступило ООО «АМ-Строй». На полную реставрацию памятника было выделено 152 миллиона рублей. С началом работ Театр Виктюка и ресторан попросили покинуть помещения, однако владельцы последнего отказались закрываться. Директор ресторана предложила профинансировать реконструкцию здания, вложив в это 15 миллионов долларов, при условии, что Театр Романа Виктюка не вернётся в ДК, а в его помещениях будет организован центр детского досуга, финансируемый сетью ресторанов. Предложение предпринимателя было отклонено и ресторан покинул помещение.
Последующая реставрация длилась три года. В 2013-м Владимир Жириновский объявил о намерении использовать здание клуба для своей партии, поскольку именно там прошёл первый съезд. Однако официального заявления Роману Виктюку направлено не было, и реставрация с последующим приспособлением под театр продолжилась. В ходе работы были восстановлены заложенные кирпичами окна, отреставрированы исторические стулья и надпись на фасаде «Профсоюзы-школа коммунизма», созданы гримёрные комнаты, холл для зрителей, новые хозяйственные помещения, заменены системы тепло- и водоснабжения, а также установлено современное звуковое и световое оборудование для сцены, построен специальный лифт-подъёмник для людей с ограниченными возможностями, наличие которого не предусматривалось в первоначальном проекте. Общий бюджет проекта реставрации составил 500 миллионов рублей. В 2015 году реставрация дома культуры была завершена. Здание торжественно открыл мэр Москвы Сергей Собянин. Однако результаты работы вызвали ряд критических замечаний со стороны специалистов по охране наследия:
К сожалению, назвать этот проект действительно реставрацией сложно, если не невозможно. На фоне необходимых раскрытия заложенных окон и воссоздания лозунгов на фасаде <...>, произошла замена всех оконных рам на стеклопакеты, весьма отдаленно напоминающие оригинал. Краска, покрывающая кирпичную кладку, так и не была счищена, на заднем фасаде появилась чудовищная конструкция кондиционера и вытяжных труб <...>. Изначально слегка наклонный пол партера выровнен, фойе и гардеробы не получили изначального облика <...>. Вместимость зала из первоначальной в почти 1300 человек стала всего около четырехсот — за счёт изменения шага рядов и кресел в них. Разумеется, о трансформации зала можно забыть навсегда.Историк архитектуры Николай Васильев
Тем не менее в 2016 году газета «The Art Newspaper Russia» номинировала дом культуры на титул «Реставрация года».

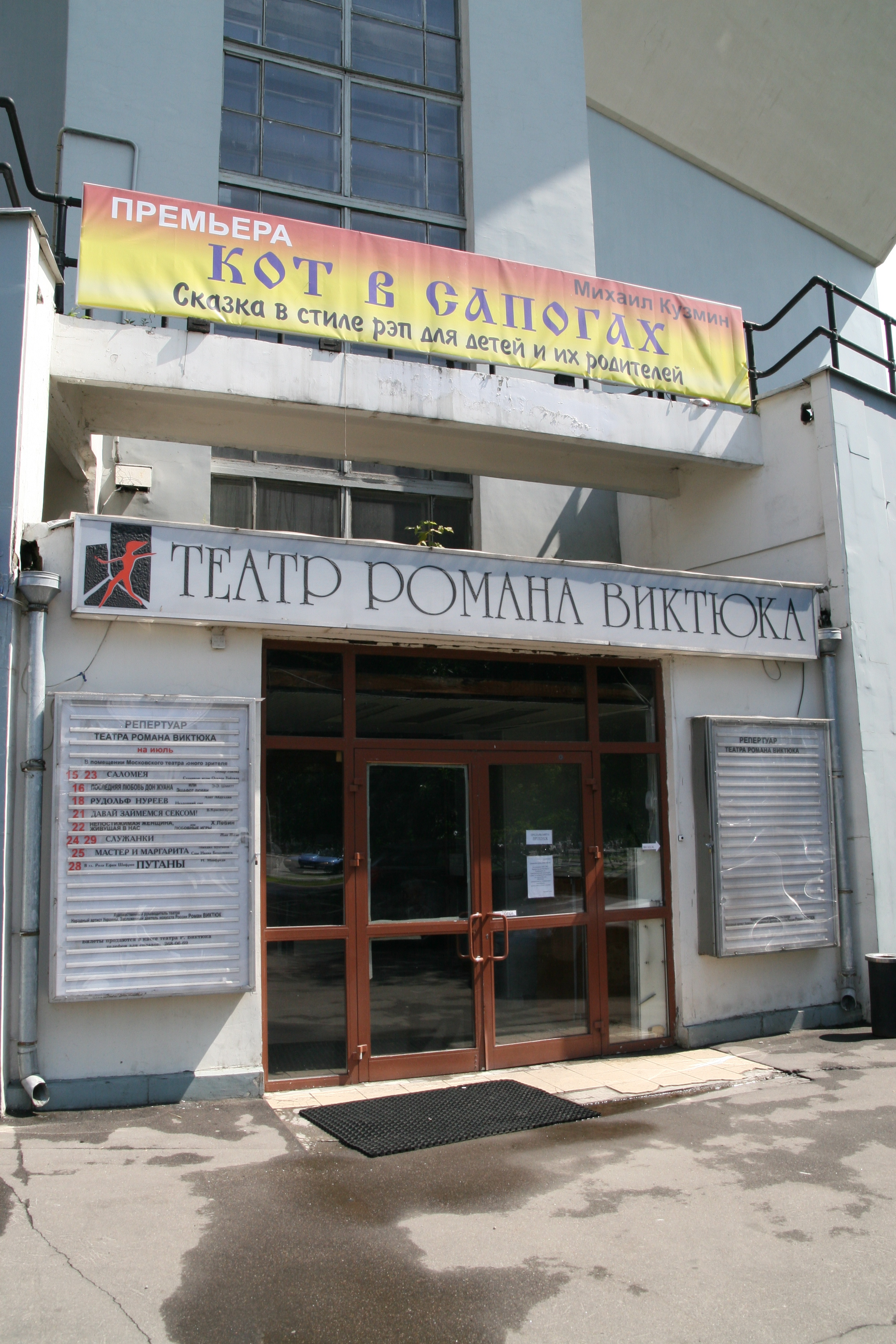
Центральный вход в здание клуба, 2008 год
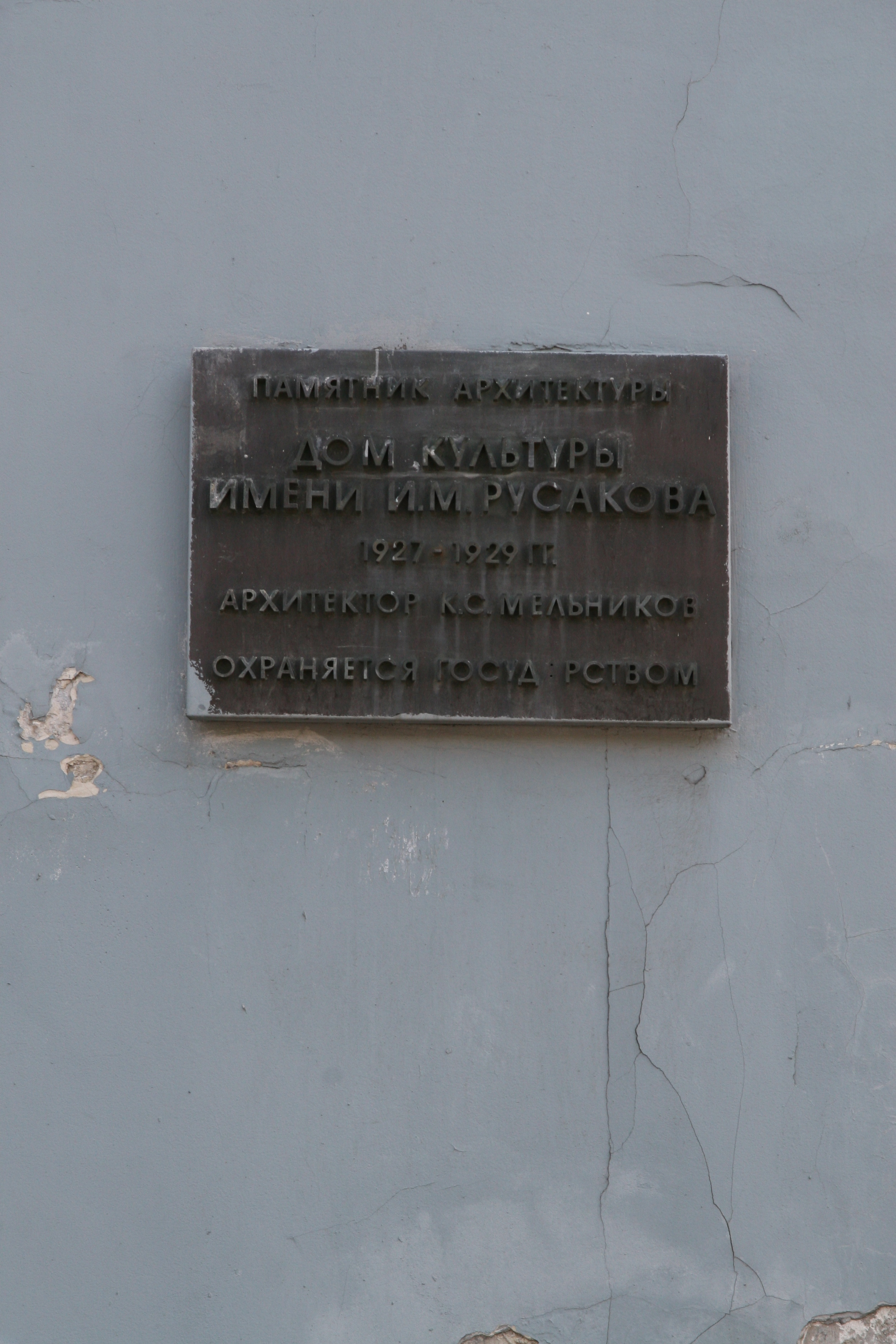
Мемориальная доска на фасаде здания с ошибкой в инициалах И. В. Русакова, 2008 год
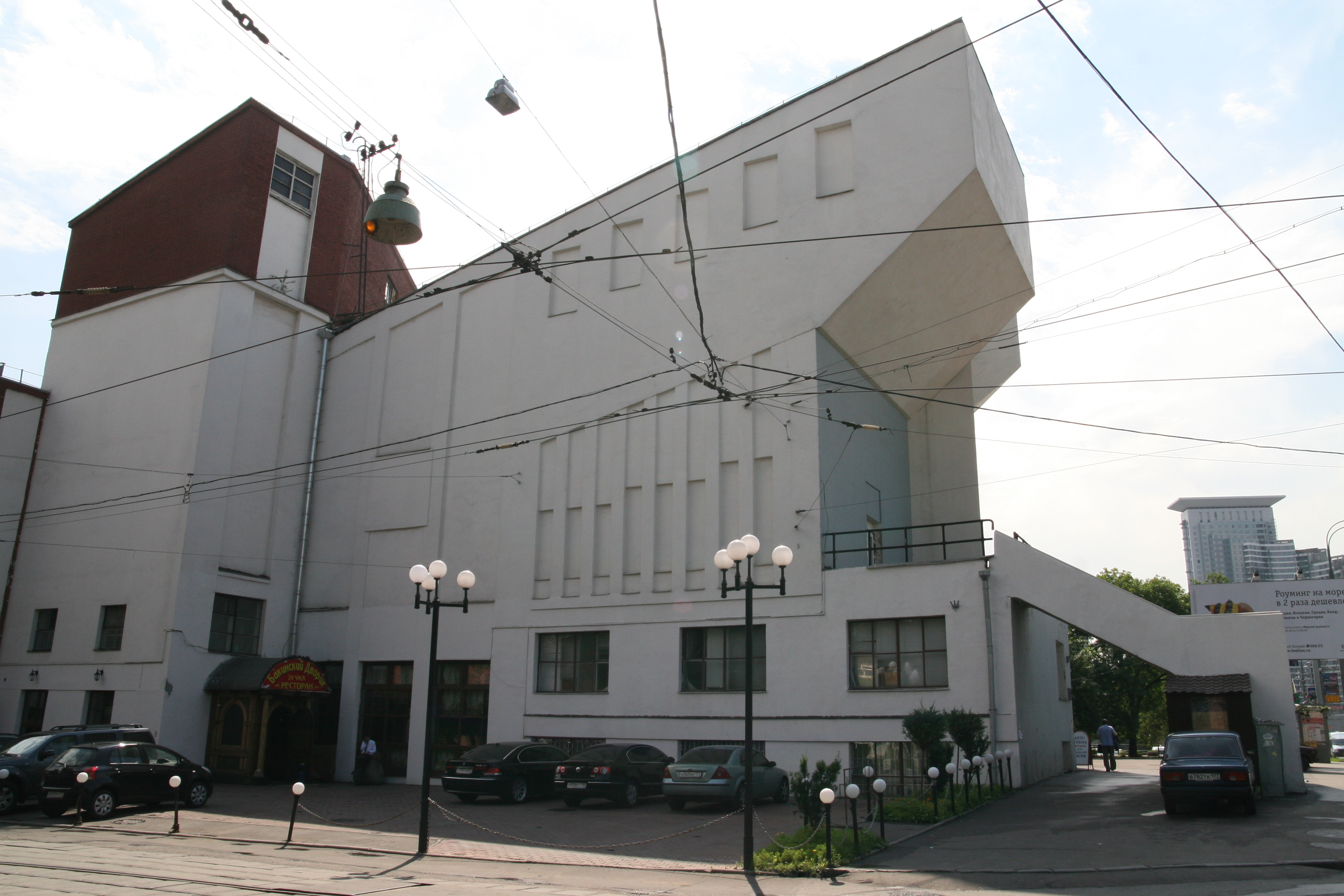
Вид на здание клуба со стороны Бабаевской улицы, 2008 год
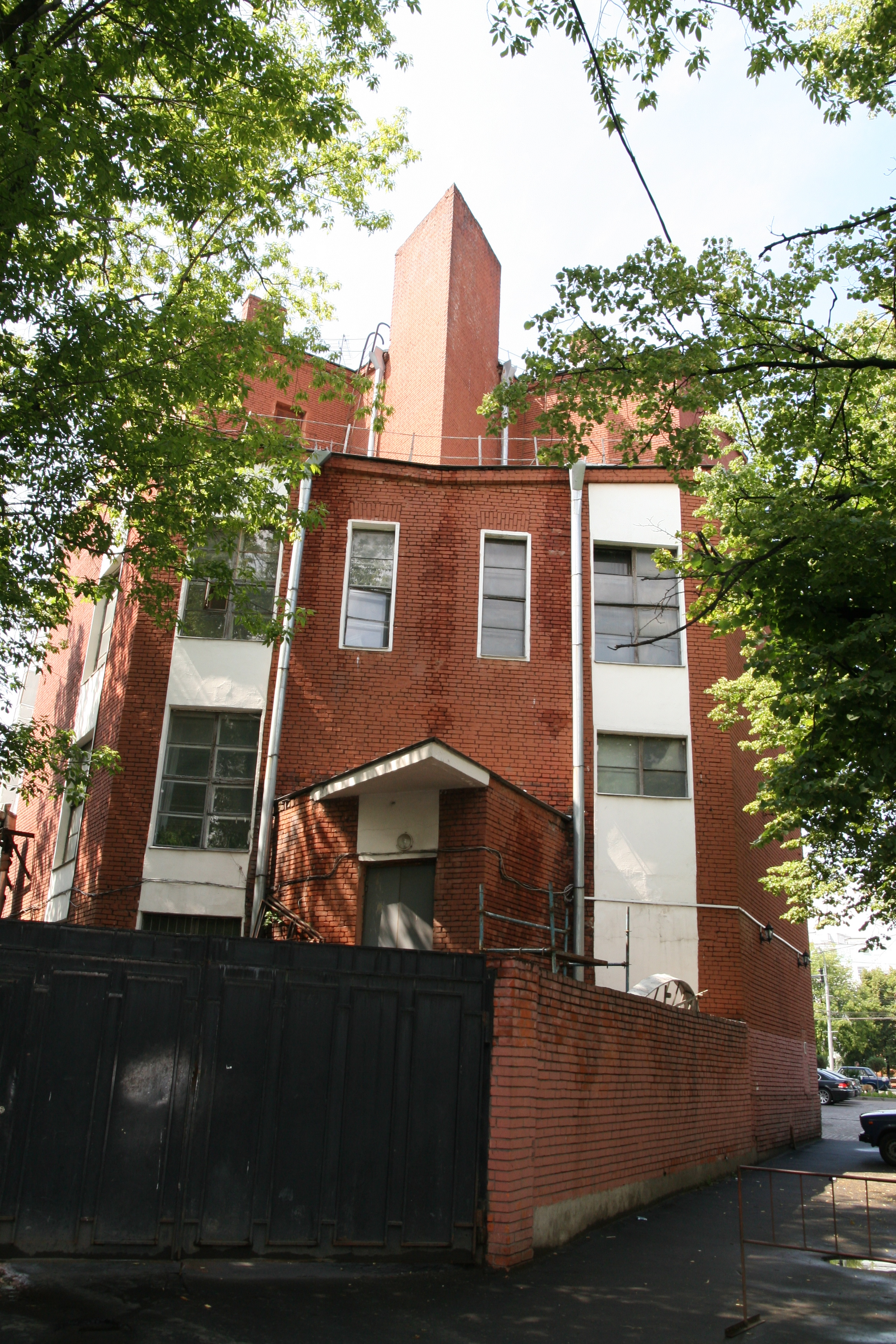
Вид здания со двора, 2008 год
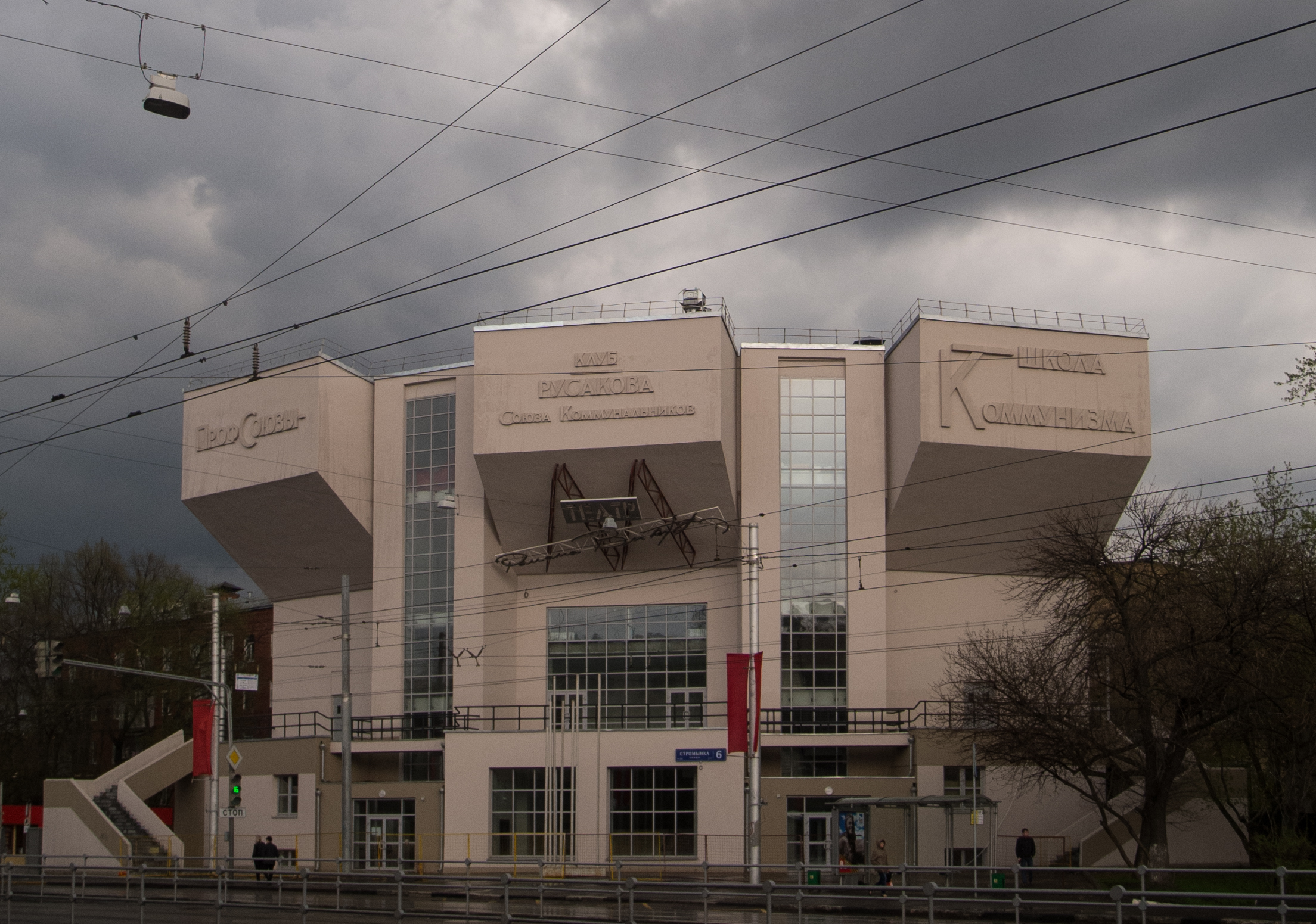
Фасад после реставрации, 2015 год

## Здание в культуре
- В 1990 году в здании ДК группа «Nautilus Pompilius» записала несколько песен для своего альбома «Наугад»[источник не указан 2500 дней].
- В 2005 году Центральный банк России выпустил серебряную памятную монету «Дом культуры имени Русакова» номиналом 3 рубля тиражом 10 тысяч штук[15].
- На выставке Denkmal в Лейпциге результаты реставрации ДК были представлены в павильоне Мосгорнаследия и получили первый приз международного жюри[2].
- В августе 2015 года Музей архитектуры имени Щусева к 125-летнему юбилею Константина Мельникова подготовил выставку его творчества, провёл серию мероприятий, а также выпустил книгу. Московский фотограф Денис Есаков по заказу музея отснял двенадцать построек архитектора[38].
- В 2015 году здание было представлено на выставке фотографий «KONSTRUKTIVISMUS-DE-КОНСТРУКТИВИЗМ» художника Владимира Обросова в Русско-немецком доме[15].